# Град Прокупље
Град Прокупље је град у Топличком округу на југу Србије. Према попису из 2011. године, град је имао 44.419 становника. Према подацима пописа 2022. Град Прокупље има 38.054 становника. Прокупље је добило статус града 2018. године.

## Географски положај
Град Прокупље налази се у топличкој области, на југу Србије, у области централног Балкана. Река Топлица, по којој је читав крај добио име, извире испод самог Панчићевог врха на Копаонику и тече на исток, у дужини од 136 km и улива се у Јужну Мораву, недалеко од Ниша.
Плодно тле, идеална надморска висина, рудно богатство, богатство термалних и минералних извора, долинске равнице и брдовито залеђе са многобројним могућностима експлоатације, врло рано су привукли праисторијске заједнице да на таквим изузетно погодним местима заснују своја станишта што је и потврђено археолошким истраживањима.

## Насељена места
У граду Прокупље, постоји 107 насељених места. Једно градско:
- Прокупље

и 106 сеоских:
| - Арбанашка - Бабин Поток - Баботинац - Бајчинце - Балиновац - Балчак - Баце - Бела Вода - Бели Камен - Белогош - Белољин - Бериље - Богујевац - Бреговина - Бресник - Бресничић - Бублица - Буколорам - Булатовац - Бучинце - Велика Плана - Видовача - Вича - Власово - Водице - Гласовик - Гојиновац - Горња Бејашница - Горња Бресница - Горња Коњуша - Горња Речица - Горња Стражава - Горња Топоница - Горња Трнава - Горње Кординце - Горњи Статовац | - Грабовац - Губетин - Добротић - Доња Бејашница - Доња Бресница - Доња Коњуша - Доња Речица - Доња Стражава - Доња Топоница - Доња Трнава - Доње Кординце - Доњи Статовац - Драги Део - Дреновац - Ђуровац - Ђушница - Житни Поток - Здравиње - Злата - Јабучево - Јовине Ливаде - Југовац - Калудра - Клисурица - Кожинце - Кончић - Конџељ - Костеница - Крњи Град - Крушевица - Мађере - Мала Плана - Мачина - Меровац - Микуловац | - Миљковица - Мрљак - Мршељ - Нова Божурна - Нови Ђуровац - Ново Село - Обртинце - Пасјача - Пашинац - Пестиш - Петровац - Пискаље - Плочник - Поточић - Прекадин - Прекашница - Прекопуце - Ранкова Река - Растовница - Ргаје - Рељинац - Ресинац - Селиште - Смрдан - Средњи Статовац - Стари Ђуровац - Старо Село - Товрљане - Трнови Лаз - Туларе - Ћуковац - Џигољ - Шевиш - Широке Њиве - Шишмановац |